# Червинка (река)
Че́рвинка или Черви́нка (бел. Чэ́рвінка / Чарві́нка) — река в Сенненском и Чашникском районах Витебской области Белоруссии. Правый приток реки Усвейка.
Начинается возле деревни Старая Белица в Сенненском районе. Течёт по территории Оршанской возвышенности. Впадает в Усвейку в 1,5 км к юго-западу от деревни Борки Чашникского района.
Длина реки составляет 23 км. Средний наклон водной поверхности — 1,9 м/км. Площадь водосбора — 98 км². Верхнее и нижнее течение русла канализованы на протяжении 14,3 км.